# Xã Benton, Quận Faulkner, Arkansas
Xã Benton (tiếng Anh: Benton Township) là một xã thuộc quận Faulkner, tiểu bang Arkansas, Hoa Kỳ. Năm 2010, dân số của xã này là 961 người.